# Cumloden House

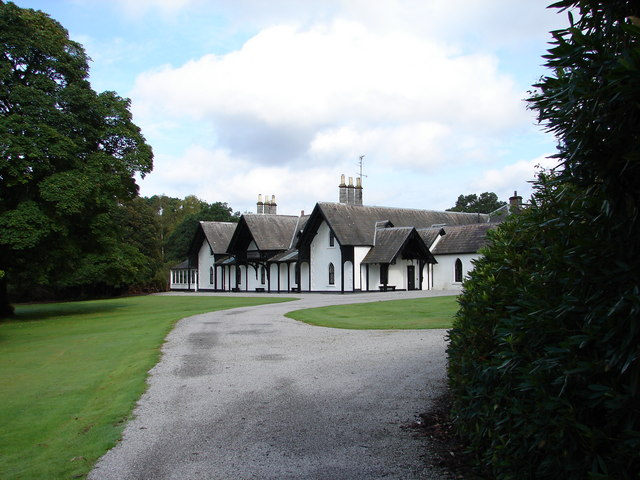
Cumloden House

Cumloden House, auch Cumloden Cottage, ist eine Villa nahe der schottischen Ortschaft Minnigaff in der Council Area Dumfries and Galloway. 1979 wurde das Bauwerk in die schottischen Denkmallisten in der höchsten Denkmalkategorie A aufgenommen. Des Weiteren bildet es zusammen mit der Cumloden Lodge, dem Garden Cottage mit den Gärten, der Glenmalloch Lodge sowie den zugehörigen Stallungen, dem Torweg und der Sonnenuhr ein Denkmalensemble der Kategorie B.
Cumloden House ist nicht zu verwechseln mit dem Herrenhaus Culloden House in Highland.

## Beschreibung
Die Villa wurde um 1820 für den Politiker und Offizier William Stewart, den zweitältesten überlebenden Sohn von John Stewart, 7. Earl of Galloway, als Altersresidenz erbaut. Sie liegt isoliert rund einen Kilometer nordöstlich von Minnigaff am linken Ufer des Penkiln Burn.
Das einstöckige Gebäude mit seinem komplexen Aufbau ist im neogotischen Stil gestaltet. Mit Ausnahme von Einfassungen und der rustizierten Ecksteine sind die Fassaden verputzt. Die Fenster sind teils als Spitzbogenfenster gearbeitet und teilweise gekuppelt. Markante Punkte bilden die weit überhängenden Giebel der schiefergedeckten Satteldächer. Verschiedentlich treten Veranden mit hölzernen Aufbauten heraus.

## Cumloden Lodge
Die Cumloden Lodge markiert die südliche Zufahrt zu Cumloden House. Sie liegt rund 800 m südwestlich des Haupthauses und ist als Kategorie-C-Bauwerk klassifiziert. Das einstöckige Gebäude stammt aus dem früheren 19. Jahrhundert. Sein Mauerwerk besteht aus grob behauenem Bruchstein mit bossierten Graniteinfassungen. Die Fenster sind teilweise gekuppelt mit hölzernen Pfosten. Die Cumloden Lodge schließt mit steilen, schiefergedeckten Satteldächern, deren Giebelflächen teils mit Holz verkleidet sind. Zwei Granitpfosten mit quadratischem Grundriss flankieren den Zufahrtsweg. Sie sind mit Sockel und Gesimse gestaltet.

## Glenmalloch Lodge
Die rund 700 m nordöstlich von Cumloden House an einem Zufahrtsweg jenseits des Penkiln Burns gelegene Glenmalloch Lodge ist als Kategorie-B-Denkmal eingestuft. Sie wurde im früheren 19. Jahrhundert von der Gräfin von Galloway als Mädchenschule gestiftet. Auf einer Karte der Ordnance Survey aus dem Jahre 1849 ist das Gebäude als „Cumloden School“ verzeichnet. 1894 wird es „Park Cottage“ und schließlich 1907 „Glenmalloch Lodge“ genannt.
Das Mauerwerk des einstöckigen Gebäudes besteht aus Bruchstein mit Details aus rotem Sandstein sowie einem Sockelgesimse aus Granit. An der Südfassade schließt ein Fenster mit Tudorbogen. Entlang der Westfassade verläuft eine Arkade mit sechs Tudorbögen. Markant ist das überhängende schiefergedeckte Dach. Von der Nordseite geht mittig ein kleiner Anbau mit Pultdach ab.